# Fernand Liénaux
Fernand Liénaux, né le 15 janvier 1897 à La Louvière, où il est mort le 22 décembre 1980, est un peintre, dessinateur, pédagogue, caricaturiste, et illustrateur belge.
Son champ pictural, de facture expressionniste, couvre les paysages, les figures et les sujets folkloriques.

## Biographie

### Famille
Fernand (Fernand François Victor) Liénaux, né le 15 janvier 1897 rue Neuve du Commerce no 18 à La Louvière, est le fils de François Félicien Joseph Liénaux, marchand brasseur, (né à Haine-Saint-Paul le 20 juillet 1869) et de Marie Adèle Octavie Victorine Theis (née à Familleureux le 19 avril 1874), mariés à La Louvière le 6 janvier 1894. Fernand Liénaux épouse en 1919 Carmen Wantiez,.

### Formation
Élève d'Alfred Moitroux, Fernand Liénaux parfait ensuite, de 1914 à 1917, sa formation artistique à l'Université du Travail de Charleroi auprès du peintre Léon Van den Houten et du sculpteur Jules Vanderstock.

### Carrière
Fernand Liénaux enseigne d'abord le dessin à l'Université de Mons, puis, de 1931 à 1957, il est inspecteur de l'enseignement moyen et supérieur de l'État. En 1927, il fait édifier une habitation-atelier, rue Arthur Warocqué no 124-126 à La Louvière, où il donne des cours de dessin, selon la méthode qu'il a créée, dans son école privée appelée « Studio ». Il y accueille notamment Robert Liard, Max Legout et Léon Harvengt. 
Membre depuis 1924 et secrétaire du cercle Les Amis de l'Art de La Louvière depuis 1926, il publie également plusieurs ouvrages destinés à améliorer l'enseignement du dessin dans les établissements scolaires. Son rôle pédagogique consiste notamment à encourager le développement, grâce au dessin, de la sensibilité artistique des élèves et des professeurs auxquels ils sont confiés. 
Le 22 décembre 1980, Fernand Liénaux meurt, à l'âge de 83 ans à La Louvière. La maison où il demeurait devient en 1986 la Maison de la Laïcité.

## Œuvre

### Caractéristiques

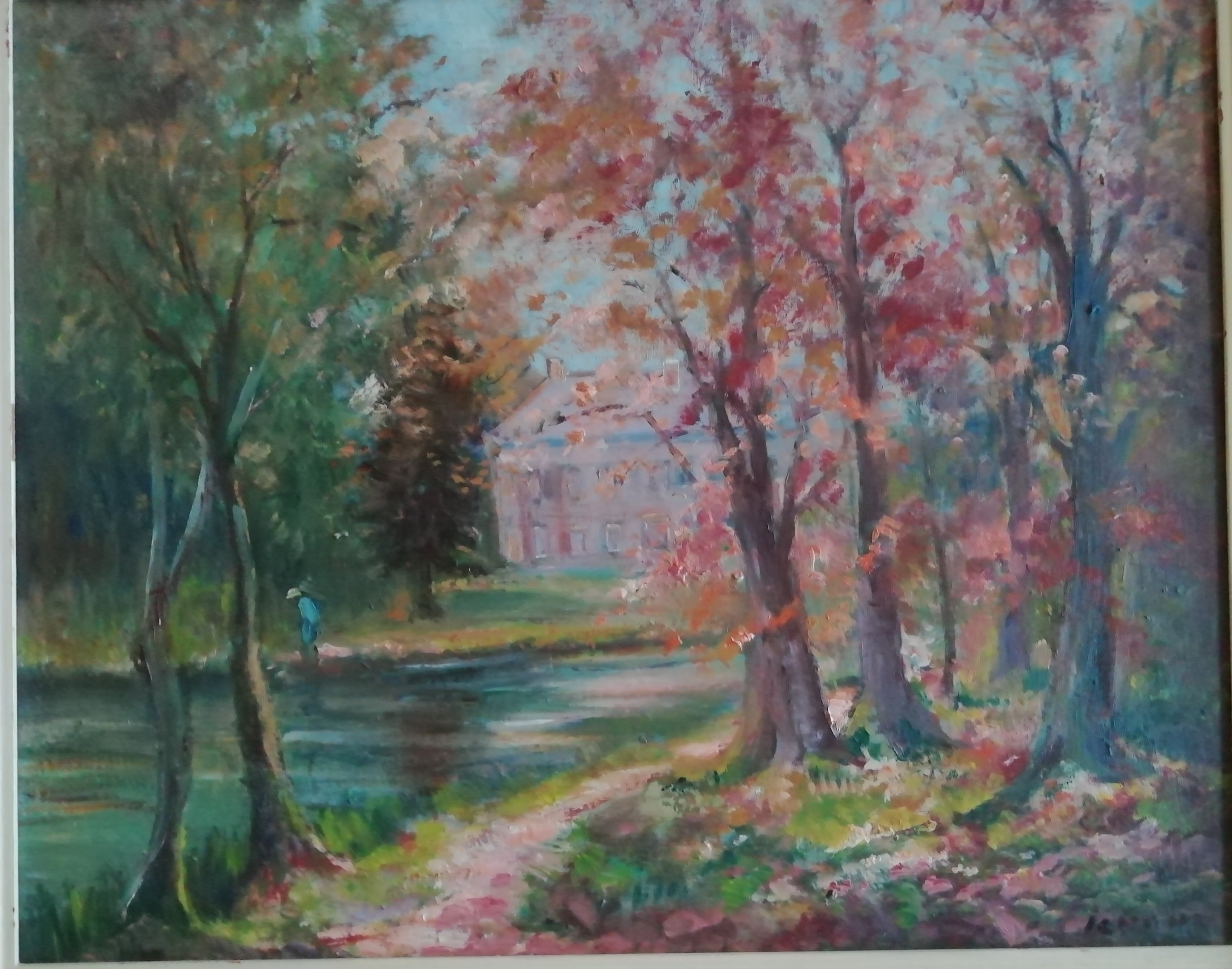
Le Château de l'Escaille à Fayt-lez-Manage par Fernand Liénaux en 1978 (collection privée).

Son champ pictural, de facture expressionniste, couvre les paysages, les figures et les sujets folkloriques, comme les gilles. 
Le peintre Géo Bernier analyse son œuvre en 1929. Il voit Fernand Liénaux comme résistant au modernisme outrancier, il évite cependant de s'engager dans les sentiers battus du conventionnalisme. Il exprime « idéalement » les aspects naturels et les scènes de la vie locale, observés et étudiés sur le vif. Son dessin est constructif, définissant les volumes avec force et précision. La couleur, généralement très saturée, est profondément nuancée et agréablement soutenue dans ses tonalités. Assez variées, les modalités d'une technique immuable sont rationnellement appliquées aux différents genres picturaux.
Fernand Liénaux peint, non seulement à La Louvière, mais il représente aussi les Ardennes belges, les Flandres, les Pays-Bas et également la Bretagne, où il met en œuvre les mœurs patriarcales de ses habitants et réalise quelques marines.

### Expositions
Liste non exhaustive.

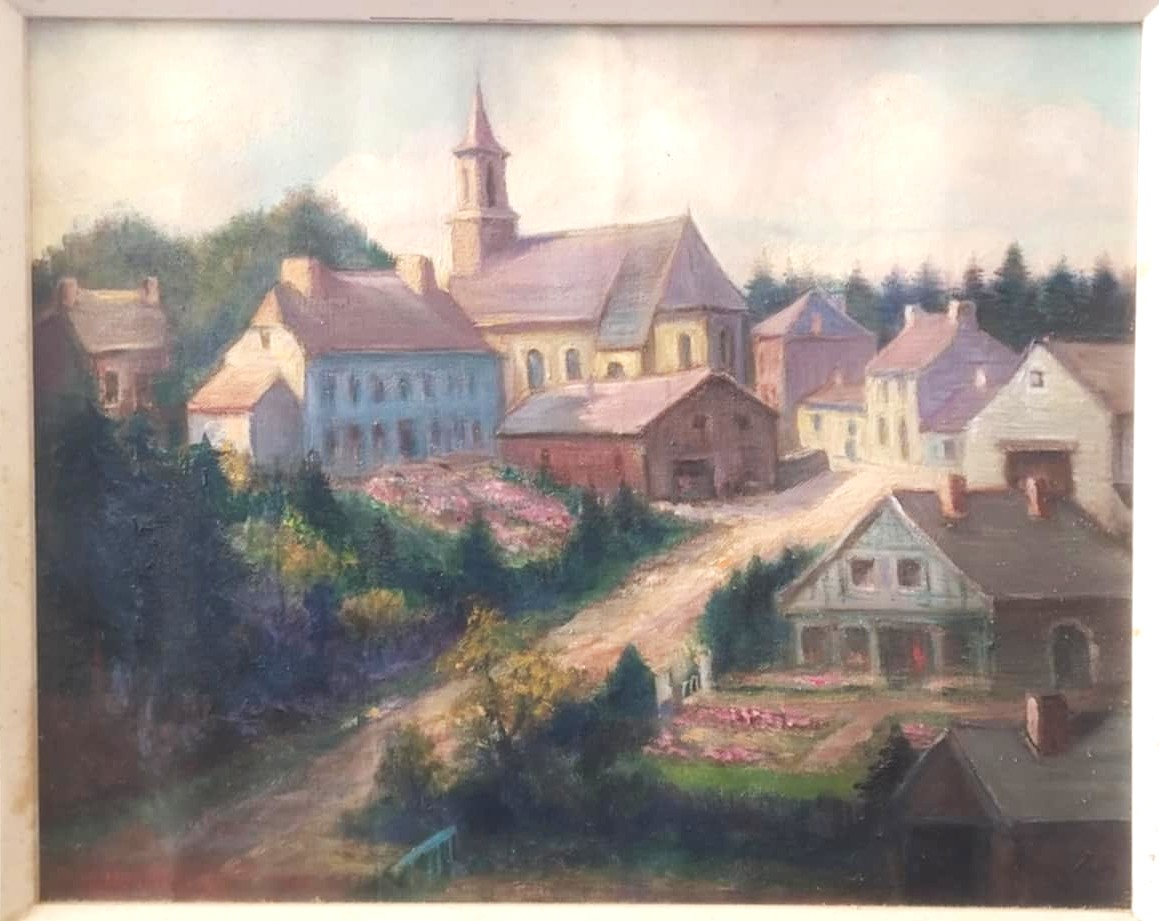
Louette-Saint-Pierre (Belgique), peinture de Fernand Liénaux (1978) (collection privée).

- Exposition du cercle Les Amis de l'Art à La Louvière en 1924[7].
- Exposition du cercle Les Amis de l'Art à La Louvière en 1926[8].
- Exposition à la Salle de la Bourse à Charleroi en 1927[9].
- Exposition personnelle au Grand Hôtel à Charleroi en 1929 : La Baie des trépassés[6].
- Xe Salon des beaux-arts de Charleroi en 1930 : Portrait d'un vétéran de 1870, Matin gris à Volendam et Matin au canal[10].
- Exposition des artistes hennuyers contemporains au Musée des beaux-arts de Mons en 1930 : Des gilles[11].
- Salon annuel du cercle Les Amis de l'Art à La Louvière en 1949[12].
- Exposition des artistes du Hainaut à La Louvière en 1958 : des paysages[13].
- Exposition d'arts décoratifs à Binche en 1962 consacrée au carnaval[5].

### Publications

#### Pédagogie
- Fernand Liénaux, La pratique du croquis au pinceau et de la linogravure : Méthode nouvelle créée par F. Liénaux, La Louvière, Studio, 1938, 19 p..
- Fernand Liénaux, Le croquis d'attitude d'après le modèle vivant, Labor, 1942, 111 p..
- Fernand Liénaux, Comment apprendre et enseigner la perspective d'observation, Labor, 1949, 112 p..
- Fernand Liénaux, L'expression humaine et la caricature expliquéen, Labor, 1949, 84 p..
- Fernand Liénaux et Marcel Bougard, Le dessin pour élèves de 10 à 15 ans, Nathan Labor, 1957, 248 p..

#### Histoire
- Marcel Huwé, Fidèle Mengal et Fernand Liénaux, Histoire et petite histoire de La Louvière, La Louvière, Imprimerie Coopérative Ouvrière, 1959, 591 p.
- Marcel Huwé, Fidèle Mengal et Fernand Liénaux, Histoire et petite histoire de La Louvière, t. 1, La Louvière, Marcel Huwé, Éditeur, 1984, 502 p.
- Marcel Huwé, Fidèle Mengal et Fernand Liénaux, Histoire et petite histoire de La Louvière, t. 2, La Louvière, Marcel Huwé, Éditeur, 1984, 653 p.

### Collections muséales
- Musée Ianchelevici à La Louvière[14].

### Hommages
- Une rue de La Louvière porte son nom.
- Exposition Mémoire vive mettant à l'honneur Fernand Liénaux, à la Maison de la Laïcité à La Louvière en mars 2022[15].
- Un prix Fernand Liénaux est décerné à partir de 1981, dans le cadre des expositions du cercle Les Amis de l'art à La Louvière[7].